# Бассе-Санта-Су
Бассе-Санта-Су (англ. Basse Santa Su) или Бассе (англ. Basse) — город в Гамбии, административный центр округа Верхняя Река, самый восточный крупный город в стране. Город также широко известен своим крупным рынком.

## Этимология
В переводе с местных языков (волоф, мандинка и другие), название города «Бассе-Санта-Су» переводится как «соединение наверху, на холме» (santo - наверху, su - соединение).Однако первое слово в названии города означает «циновка», это связано с тем, что первые местные жители занимались плетением циновок.

## География
Город расположен на южном берегу реки Гамбия. Граничит с районом местного самоуправления (агломерацией) Бассе-Санта-Су.
Бассе-Санта-Су располагается в 396 километрах к востоку от столицы страны — Банжула.
Бассе — важный транспортный узел восточной части страны: через этот город, транзитом проходят все товары, направляющиеся из столицы страны в Мали, Мавританию, Гвинею и на восток Сенегала.

## Население
По состоянию на 2009 год население города составляло 18 414 человек. По данным переписи 2013 года, в агломерации Бассе-Санта-Су проживало 243 791 человек.
Большая часть местного населения — представители народов мандинка, волоф и другие.

## Климат
Бассе-Санта-Су расположен в районе тропического климата саванн (по классификации В. П. Кёппена), достаточно сухой. С ноября по май длится сухой сезон, а с июня по октябрь — сезон дождей.
| Месяц                          | Январь      | Февраль     | Март         | Апрель       | Май          | Июнь        | Июль        | Август      | Сентябрь    | Октябрь     | Ноябрь      | Декабрь     | Год         |
| ------------------------------ | ----------- | ----------- | ------------ | ------------ | ------------ | ----------- | ----------- | ----------- | ----------- | ----------- | ----------- | ----------- | ----------- |
| Средний максимум °C (°F)       | 33.8 (92.8) | 35.7 (96.3) | 38.2 (100.8) | 39.5 (103.1) | 39.2 (102.6) | 35.3 (95.5) | 32.4 (90.3) | 31.3 (88.3) | 31.6 (88.9) | 33.8 (92.8) | 34.6 (94.3) | 33.1 (91.6) | 34.9 (94.8) |
| Среднегодовая °C (°F)          | 24.2 (75.6) | 26.0 (78.8) | 29.2 (84.6)  | 31.3 (88.3)  | 31.9 (89.4)  | 29.7 (85.5) | 27.8 (82.0) | 27.0 (80.6) | 27.0 (80.6) | 28.1 (82.6) | 26.2 (79.2) | 23.6 (74.5) | 27.7 (81.8) |
| Средний минимум °C (°F)        | 14.6 (58.3) | 16.4 (61.5) | 20.3 (68.5)  | 23.1 (73.6)  | 24.7 (76.5)  | 24.2 (75.6) | 23.2 (73.8) | 22.7 (72.9) | 22.4 (72.3) | 22.4 (72.3) | 17.9 (64.2) | 14.1 (57.4) | 20.5 (68.9) |
| Среднее количество осадков, мм | 0           | 0           | 0            | 1            | 18           | 106         | 191         | 243         | 216         | 62          | 2           | 0           | 839         |
| Источник: Climate-Data.org     |             |             |              |              |              |             |             |             |             |             |             |             |             |

## Известные уроженцы города
- Адама Бэрроу (род. 1965 г.) — гамбийский политический деятель, третий президент Гамбии с января 2017 года. Родился в деревне Мансаянг-Кунда, на южной окраине Бассе-Санта-Су.